# Jaroslav Vacek (1923)
Jaroslav Vacek (6. prosince 1923 Veľké Kosihy, Slovensko – 26. dubna 2012 Praha) byl český figurativní sochař, výtvarník a medailér. Jeho sochařská orientace na lidské figury směřovala ke studiu jejich základních objemů a vzájemných vztahů za účelem vyjádření abstraktních pocitů. Výsledkem jeho studií přírody byla silně geometrizovaná nebo abstrahovaná torza lidských figur. Svojí tvorbou se Jaroslav Vacek řadil k předním představitelům poválečné výtvarné moderny (společně s Miloslavem Chlupáčem, Karlem Kronychem či Milošem Zetou).

## Stručný životopis
Otec Jaroslava Vacka byl ruský revolucionář, který sloužil za první republiky u finanční stráže. Na Moravu se se synem přestěhoval v roce 1935. V roce 1940 se Jaroslav Vacek, tehdy jako sedmnáctiletý hoch, pokusil o útěk do Ruska, kde chtěl vstoupit do cizinecké armády. Za tento delikt byl nakrátko vězněn gestapem. Za protektorátu navštěvoval Školu umění ve Zlíně u prof. Vincence Makovského. Pro „špatné mravy“ byl ale ze školy vyloučen. Jeho první výstavou, které se účastnil spolu s dalšími výtvarníky, byla výstava Umělci národu v Olomouci. Po skončení druhé světové války zahájil Jaroslav Vacek studia na Akademii výtvarných umění v Praze, ateliéry prof. Vincence Makovského a prof. Jana Laudy. V roce 1950 se účastnil další kolektivní výstavy (Výtvarná úroda) v Domě výtvarného umění v Praze.

## Studium
- 1942–1943 Škola umění (1939–1947), Zlín
- 1945–1951 Akademie výtvarných umění, Praha, prof. Jan Lauda, prof. Vincenc Makovský

## Tvorba (vesměs umístěná ve veřejném prostoru)

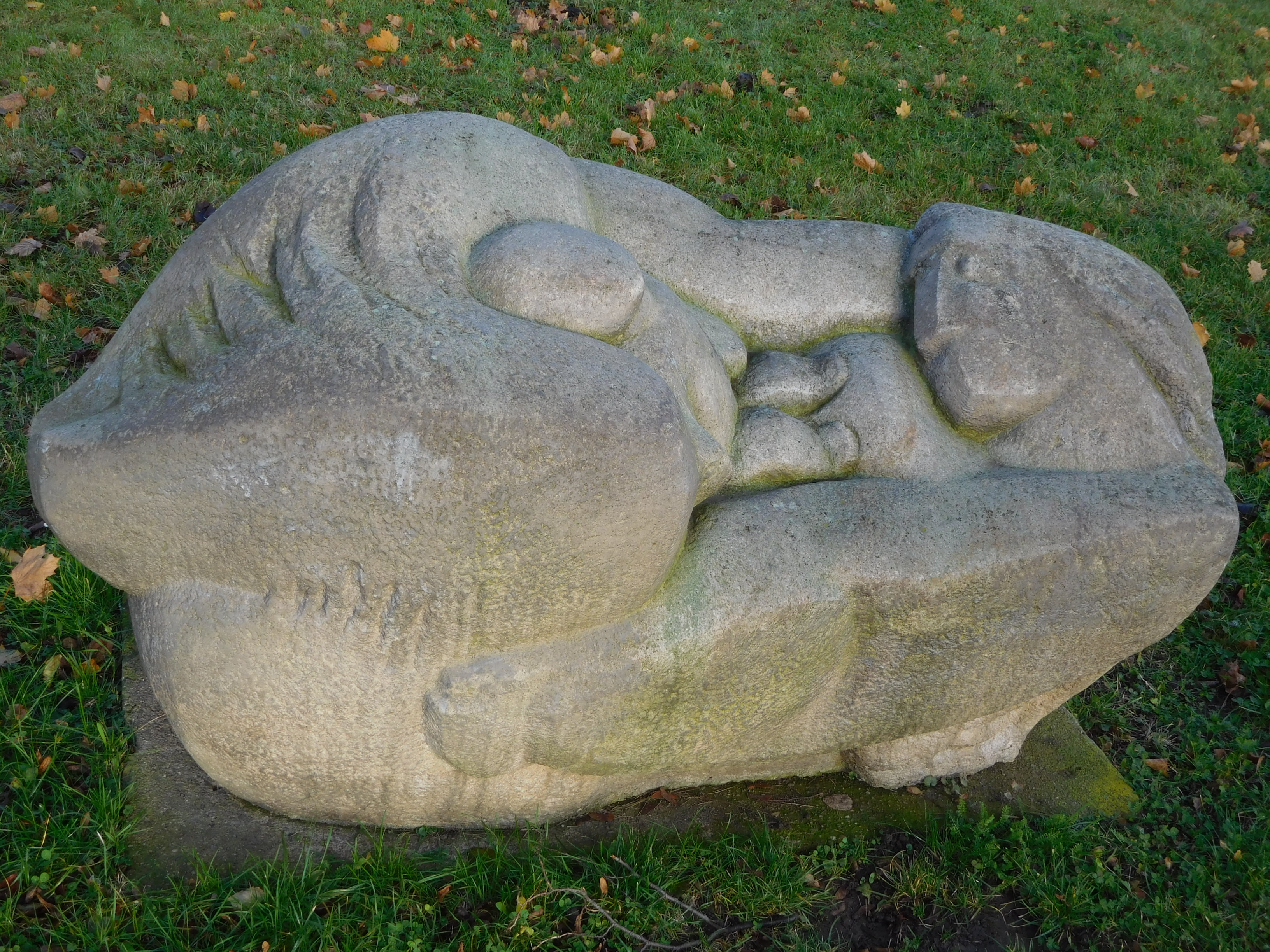
Matka, trachyt, 1971
GPS:

- 1968–1971 Cínový reliéf Příroda a tvoření (odstraněno 2010); průčelí základní školy Plamínkové, sídliště Pankrác I, Praha 4[4]
- 1969 Betonová socha Květ; V Rovinách, sídliště Pankrác II, Praha 4[5][6]
- 1971 Trachytová socha Matka; na rohu ulice Hvězdova a Na Pankráci, Praha 4[7]
- 1974 Cínový reliéf S čepicí; průčelí mateřské školky v Kutné Hoře
- 1974 Na koni – cínový reliéf ; průčelí mateřské školky v Kutné Hoře
- 1979 Fontána – socha s fontánou; dříve před Obchodním domem Třemšín v Rožmitále pod Třemšínem, nyní v areálu firmy Timbeply[8]
- 1982 Pískovcová socha Shledání
- 1982 Pijící žena; vstupní prostor nákupního střediska Za Školkou 318, Znojmo – Dobšice[9]
- 1983 Pískovcová socha Soutok; Vodárenská ulice, Mělník[10]
- 1986 Pískovcová socha Pijící žena; Veslařská ulice, Mělník[11]
- 1987 Vlny života, umělý kámen; Blažimská, Košík, Praha 11[12]
- 1988 Mramorové sousoší Rodina; U Botiče, Praha[13][14]
- Další drobná díla (názvy): Vzhlížející, Prosba, Shledání, Milenci[15]

## Příslušnost k uměleckým skupinám
- Sdružení sochařů Čech, Moravy a Slezska
- Český fond výtvarných umění (ČFVU)
- Svaz československých výtvarných umělců[3]

## Zastoupení ve sbírkách
- Alšova jihočeská galerie v Hluboké nad Vltavou (České Budějovice)
- Galerie hlavního města Prahy
- Galerie Klatovy / Klenová, Janovice nad Úhlavou (Klatovy)
- Muzeum umění Olomouc
- Národní galerie v Praze, Veletržní palác
- Severočeská galerie výtvarného umění v Litoměřicích[3]

## Výstavy

### Společné výstavy
- 1943 Umělci národu, Klub přátel umění v Olomouci, výstavní síň, Olomouc
- 1950–1951 Výtvarná úroda 1950, Dům výtvarného umění, Praha
- 1967 Umělci k výročí Října, Bruselský pavilon, Praha
- 1967 1. pražský salon, Bruselský pavilon, Praha
- 1969 2. pražský salón (obrazů, soch a grafik), Dům U Hybernů, Praha
- 1976 Soudobá česká plastika, medaile a sochařská kresba ze sbírek Galerie výtvarného umění v Olomouci. Na počest XV. sjezdu KSČ a 55. výročí založení KSČ, Dům umění, Olomouc
- 1978 Umění vítězného lidu. Přehlídka současného československého výtvarného umění k 30. výročí Vítězného února, Praha
- 1979 Výtvarní umělci dětem, Praha
- 1980 Výtvarní umělci k 35. výročí osvobození Československa Sovětskou armádou, Praha
- 1985 Vyznání životu a míru. Přehlídka československého výtvarného umění k 40. výročí osvobození Československa Sovětskou armádou, Praha
- 1985 Vyznání životu a míru. Přehlídka československého výtvarného umění k 40. výročí osvobození Československa Sovětskou armádou, Dom kultúry, Bratislava
- 1985 Súčasná československá komorná plastika, Okresná galéria Miloša Alexandra Bazovského v Trenčíne, Trenčín
- 1985 Jaroslav Vacek: Plastiky, Ladislav Čepelák: Grafika, Dílo – podnik Českého fondu výtvarných umění, Olomouc
- 1986 Drobná plastika, Galerie Platýz, Praha 1
- 1987 Obrazy a sochy. Výstava pražských členů Svazu českých výtvarných umělců, Mánes, Praha
- 1987 Současná česká medaile a plaketa, Mánes, Praha
- 1987 VI. biennale małych form rzeżbiarskich, Galeria BWA, Poznaň
- 1988 Akt v tvorbě výtvarníků, Galerie d, Praha
- 1988 Salón pražských výtvarných umělců '88, Park kultury a oddechu Julia Fučíka, Praha
- 1989 Z nových zisků Národní galerie v Praze (1987–1988), Národní galerie v Praze
- 1989 Tendence v českém sochařství 1979–1989, Bezručovy sady, Olomouc
- 1993 Komorní plastika, Mánes, Praha
- 1993 Výstava současného českého sochařství, Mánes, Praha
- 1996 Slyšme hlas, Klášter premonstrátů, Praha
- 1996 Žena v tvorbě českých grafiků a sochařů, Galerie Frederyk, Mariánské Lázně (Cheb)
- 2005 Hudba ve výtvarném umění. Socha, malba, grafika, sklo, Galerie Pyramida, Praha
- 2005 Opojná plasticita a ztělesnění duchovního světa, Figura v českém sochařství 20. století, Mánes, Praha
- 2005 Aukce Oficiální umění 1960–1989, Výstava dražených uměleckých děl, Galerie Peron, Praha[3]

### Ostatní výstavy
2005 Mladé umění 1998–2005. Oficiální umění 1960–1989, Mánes, Praha

## Kolektivní katalogy
- 1943 Umělci národu (Olomouc) (Výstavy soudobého umění)[p 1]
- 1950 Výtvarná úroda 1950
- 1967 Umělci k výročí Října (Seznam děl výstavy z výsledků celostátní výtvarné soutěže k 50. výročí Velké říjnové socialistické revoluce), (Výtvarná díla v architektuře, II. cena)
- 1967 I. pražský salon
- 1969 2. pražský salón
- 1976 Soudobá česká plastika, medaile a sochařská kresba (Ze sbírek Galerie výtvarného umění v Olomouci na počest XV. sjezdu KSČ a 55. výročí založení KSČ)
- 1978 Umění vítězného lidu (Přehlídka současného československého výtvarného umění k 30. výročí Vítězného února)
- 1979 Výtvarní umělci dětem (Výstava k Mezinárodnímu roku dítěte)
- 1980 Výtvarní umělci k 35. výročí osvobození Československa Sovětskou armádou (Přehlídka československého výtvarného umění 1980)
- 1985 Vyznání životu a míru (Přehlídka Československého výtvarného umění k 40. Výročí osvobození Československa Sovětskou armádou)
- 1985 Jaroslav Vacek: Plastiky, Ladislav Čepelák: Grafika
- 1985 Súčasná československá komorná plastika
- 1987 Obrazy a sochy (Výstava pražských členů Svazu českých výtvarných umělců)
- 1987 Současná česká medaile a plaketa (Přehlídka prací z let 1979 – 1986)
- 1987 VI. biennale małych form rzeżbiarskich
- 1987 Z ateliérů medailérů
- 1988 Salón pražských výtvarných umělců '88
- 1988 Akt v tvorbě výtvarníků
- 1989 Tendence v českém sochařství 1979–1989
- 1989 Z nových zisků Národní galerie v Praze (1987–1988)
- 1993 Výstava současného českého sochařství
- 1993 Komorní plastika
- 1996 Slyšme hlas (Socha v myšlenkách Starého a Nového zákona)
- 2005 Aukce (Mladé umění 1998–2005, Oficiální umění 1960–1989)[3]

## Kolektivní pozvánky
- 1986 Drobná plastika
- 1996 Žena v tvorbě českých grafiků a sochařů
- 2005 Opojná plasticita a ztělesnění duchovního světa (Figura v českém sochařství 20. století)
- 2005 Hudba ve výtvarném umění (socha malba grafika sklo)[3]

## Jaroslav Vacek v seznamech výtvarných umělců
- 1984 Seznam výtvarných umělců evidovaných při Českém fondu výtvarných umění
- 1991 Seznam členů Sdružení Čech, Moravy a Slezska[3]

## Jaroslav Vacek v encyklopedických slovnících
- 2003 Slovník žáků a absolventů zlínské Školy umění a Střední uměleckoprůmyslové školy ve Zlíně a v Uherském Hradišti (1939–2003)
- 2008 Slovník českých a slovenských výtvarných umělců 1950–2008 (XIX. V – Vik)[3]